# Y Fenni (fromage)
L'Y Fenni est un fromage gallois constitué d'un mélange de cheddar, de graines de moutarde et d'ale. Le nom de ce fromage vient du toponyme gallois du bourg de Abergavenny, Monmouthshire, dans le sud du pays de Galles. Lorsqu'il est recouvert de cire rouge, l'Y Fenni est aussi connu sous le nom de « Red Dragon » (Dragon rouge) en référence au dragon du drapeau gallois.